# West Lafayette, Ohio
West Lafayette là một làng thuộc quận Coshocton, tiểu bang Ohio, Hoa Kỳ. Năm 2010, dân số của làng này là 2321 người.

## Dân số
- Dân số năm 2000: 2313 người.
- Dân số năm 2010: 2321 người.